# NGC 6515
NGC 6515 في الفهرس العام الجديد، هي مجرة، تقع في كوكبة التنين. اكتشفت في 2 يوليو 1884 بواسطة لويس سويفت.

## روابط خارجية
- NGC 6515 على موقع ويكي سكاي: DSS2, SDSS, GALEX, IRAS, Hydrogen α, X-Ray, Astrophoto, Sky Map, Articles and images